# Jon-Erik Beckjord
Jon-Erik Beckjord (ngày 26 tháng 4 năm 1939 – ngày 22 tháng 6 năm 2008) là nhà điều tra hiện tượng huyền bí, nhiếp ảnh gia và nhà động vật học thần bí quan tâm đến các hiện tượng như UFO, vòng tròn đồng ruộng, Quái vật hồ Loch Ness và Bigfoot. Xuyên suốt sự nghiệp của mình, ông sở hữu ba bảo tàng riêng biệt, quy mô nhỏ trưng bày hiện vật, chủ yếu là bộ ảnh chụp về các vụ chứng kiến UFO, Nessie và Bigfoot. Beckjord hay xuất hiện với tư cách khách mời trên các chương trình phát thanh và truyền hình quốc gia, nhưng đã bị giới nghiên cứu động vật học thần bí cũng như những người hoài nghi chỉ trích vì không cung cấp bằng chứng xác thực để chứng minh cho lời khẳng định của mình về sự tồn tại của các sinh vật huyền bí.

## Đời tư
Chào đời với cái tên khai sinh Cedric Jon Beckjord ở Duluth, Minnesota, là con trai của Đại tá Philip Beckjord, quân y sĩ thời Thế chiến II và vợ là Margaret (nhũ danh McGilvry) Beckjord. Ông có ba anh chị em: Ross, Peter và Pam. Gia đình ông quê quán ở Oslo, Na Uy. 

## Học vấn
Beckjord theo học tại Học viện Không quân Hoa Kỳ ở Colorado Springs, Colorado trong suốt hai năm liền. Ông học ngành xã hội học tại Đại học Tulane và tốt nghiệp với bằng Cử nhân Khoa học năm 1961. Ông học luật một năm tại Boalt Hall thuộc Đại học California, Berkeley. Về sau thi đậu lấy bằng MBA từ U.C. Berkeley vào năm 1966.

## Sự nghiệp
Sau khi tốt nghiệp ra trường, Beckjord trở thành một nhà quy hoạch đô thị ở khu vực Bay, nhưng chán nản với công việc truyền thống và quyết định săn lùng Bigfoot. "Tôi không làm những gì mà hầu hết thạc sĩ MBA đều làm", ông nói, "Hầu hết mọi người trong lớp của tôi đều chán muốn chết. Mục tiêu của cuộc sống không chỉ đơn giản là kiếm tiền". Đúng hơn, ông tin rằng nhiệm vụ quan trọng nhất của mình là "tìm ra lý do tại sao chúng ta ở đây (trên Trái Đất)"
Xuyên suốt sự nghiệp của Beckjord trên cương vị là một nhiếp ảnh gia, nhà điều tra hiện tượng huyền bí và nhà nghiên cứu động vật học thần bí, ông đã thu thập các bức ảnh, vật đúc và các kỷ vật khác mà đối với ông, là bằng chứng về sự tồn tại của UFO và sự sống ngoài hành tinh, Quái vật hồ Loch Ness, cũng như Bigfoot. Ông từng góp mặt trên một số chương trình phát thanh và truyền hình trên toàn quốc, bao gồm Coast to Coast AM, The Tonight Show và Late Night with David Letterman. Liên quan đến những khám phá của mình, Beckjord hay đem bản thân ông ra so sánh với Galileo, Louis Pasteur và anh em nhà Wright.
Năm 1983, Beckjord, khi đó là giám đốc của Hội Động vật học Thần bí, đã dành một tuần ở Scotland để quay video những gì mà ông tin là ba con quái vật ở hồ Loch Ness.
Tháng 2 năm 1989, Beckjord khai trương Bảo tàng Động vật học Thần bí, nằm ở góc của Nhà hàng Trancas ở Malibu, CA. Bảo tàng bắt đầu hoạt động vào ngày 31 tháng 10 năm 1986, khi ông mở cửa nhà riêng cho du khách đến xem bộ sưu tập của mình. Phần trưng bày chủ yếu bao gồm các bức ảnh từ cuộc nghiên cứu của Beckjord về hiện tượng Quái vật hồ Loch Ness, Bigfoot và Mokele M'Bembe của châu Phi. Theo Beckjord cho biết thì bảo tàng này chỉ tập trung vào "những sinh vật thực tế hoặc lạ mắt" mà "theo hiểu biết tốt nhất của chúng ta dường như đã được xác minh, hoặc ít nhất là chưa bị vạch trần".
Khi Nhà hàng Trancas ngừng hoạt động, Beckjord đã cất các vật dụng của bảo tàng vào kho. Phần lớn số này đã bị cháy thành tro vào năm 1993.
Ngày 31 tháng 10 năm 1996, nhân ngày lễ Halloween, Beckjord cho khai trương Bảo tàng Bigfoot, UFO và Quái vật hồ Loch Ness ở San Francisco, California, nơi có các vòng tròn đồng ruộng. Ông có tính một khoản phí vào cửa trên danh nghĩa (3 đô la cho người lớn; 2 đô la cho trẻ em), nhưng việc bảo tàng bị đóng cửa theo lời đồn đại là "do thiếu bất kỳ bằng chứng đáng kể nào".
Sau khi bảo tàng này đóng cửa, Beckjord nhận lời sửa chữa thiết bị điện cho một công ty có tên là Captain Neon.
Năm 1997, Beckjord mở một bảo tàng thứ ba ở North Beach, CA, mà ông gọi là Bảo tàng Bigfoot và Quái vật Loch Ness. Nó được coi là "bảo tàng kỳ lạ nhất" của thành phố và bao gồm các bức ảnh, bản vẽ và các bài báo dành cho các chủ đề như Tuyên bố Roswell, Bigfoot, và một con rắn biển tên "Sassie", được cho là sống ở Vịnh San Francisco.

## Động vật học thần bí

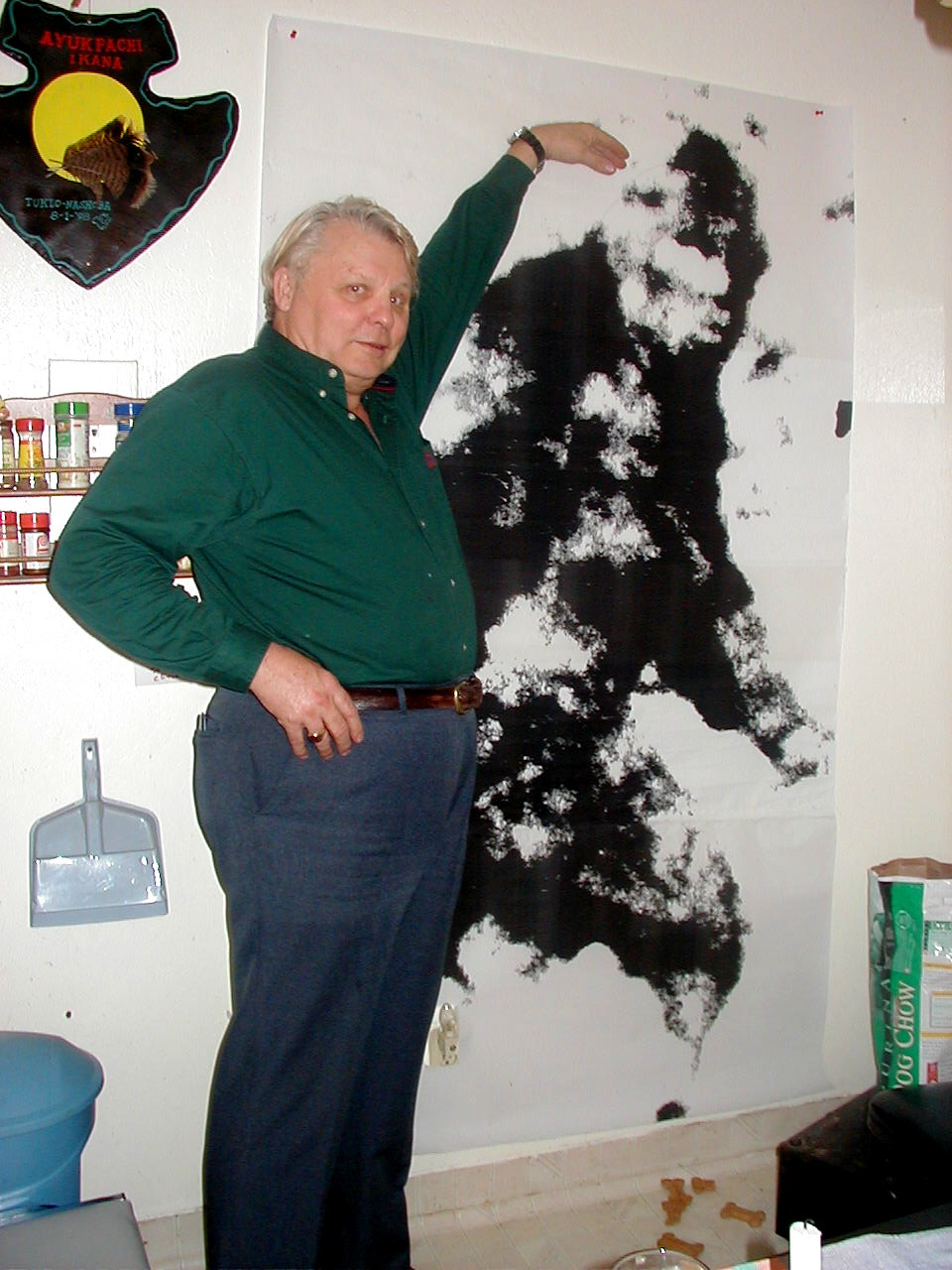
Jon-Erik Beckjord đứng với một tấm áp phích mà ông thực hiện nhằm chứng minh kích thước ngoài đời thực của Bigfoot.

Beckjord đã định nghĩa động vật học thần bí là "cuộc tìm kiếm những sinh vật bí ẩn". Các cuộc truy tìm của ông bao gồm "động vật" giấu mình—những thứ có thể, về mặt lý thuyết, tồn tại trong tự nhiên—và "loài vật" ẩn hoặc những loài trông giống động vật, nhưng chống lại sự bắt giữ: Quái vật hồ Loch Ness, Sasquatch và Chim lớn Quixacotal.

### Bigfoot hay Sasquatch
Beckjord trở nên hấp dẫn với ý tưởng về Bigfoot sau khi xem một bài viết đăng trên báo về việc nhìn thấy sinh vật này. Trong một chuyến thám hiểm để xem liệu câu chuyện này có phải là sự thật hay không, Beckjord thuật lại là chính mình đã trông thấy một Bigfoot băng qua đường trước mặt từ khoảng cách khoảng 200 feet. Dù ngay sau đó ông liền quay lại với máy ảnh của mình và không thể tìm thấy sinh vật này nữa, Beckjord về sau vẫn bị thuyết phục về sự tồn tại của nó. Ông cũng sững sờ khi nhìn thấy Bigfoot đứng cao 6 feet và đi bộ theo "kiểu nhảy phóng túng, lấp lửng", và vào thời điểm khác, đang ăn trái mơ trong một vườn cây ăn quả xung quanh Vacaville, CA. Ông thường xuyên lui tới một khu cắm trại với các nhà nghiên cứu khác, được coi là "nơi ngắm nhin qua ô cửa sổ" nghi nằm trong khu vực Hồ chứa Sông Bear thuộc Rừng Quốc gia Eldorado, mà ông khẳng định rằng "bằng chứng về Bigfoot hầu như được nhìn thấy thường xuyên." Lúc mà ông nhấn mạnh vị trí chính xác không được tiết lộ cho công chúng, Beckjord đã đồng ý đưa nhà nghiên cứu hoài nghi Robert Sheaffer trong chuyến thám hiểm 5 ngày ở đó vào năm 1999. Chỉ sau khi Sheaffer rời khỏi nơi đây vì không thấy có gì bất thường, Beckjord mới tường thuật những biểu hiện của Bigfoot.
Beckjord có lần nghe được giọng nói của Bigfoot rằng "Chúng tôi không như bạn nghĩ, chúng tôi ở đây, nhưng chúng tôi không có thật, giống như những gì bạn tưởng là có thật". Cùng với đống ảnh chụp lá cây và bóng tối. Beckjord tin rằng nó giúp phơi bày hình ảnh của Bigfoot, ông còn kể lại có lần nhìn thấy dấu chân của Bigfoot biến thành dấu vết của hươu, xác nhận rằng sinh vật này có khả năng thay đổi hình dạng. Ông nêu giả thuyết sinh vật Bigfoot này có chung "gốc gác không-thời gian và kết nối với UFO và đến từ vũ trụ thay thế nhờ lỗ sâu".
Beckjord giải thích sự cần thiết phải có bằng chứng vật chất, chẳng hạn như tóc, máu và xương, để chứng minh sự tồn tại của Bigfoot bằng cách lập luận rằng sinh vật này đúng là một "thực thể thay hình đổi dạng liên chiều có thể uốn cong bên trong và bên ngoài thực tế vật lý". Ông đưa ra giả thuyết rằng chúng có thể là "sản phẩm của tulpa hoặc dạng suy nghĩ do con người hoặc các thực thể khác tạo ra." Trong một bài xã luận cho tạp chí Current Anthropology, Beckjord biện minh cho nghiên cứu về "người hoang dã", Sasquatch, là "nghiên cứu thích hợp của giới cận tâm lý học hoặc giới khoa học Tìm kiếm Trí thông minh Ngoài Trái Đất, không phải là lĩnh vực thuộc về giới nhân chủng học".
Phóng viên CNN Rusty Dornin đã viết như sau vào năm 1997 "Khuôn mặt trên Sao Hỏa, quái vật hồ Loch Ness, hoặc một người ngoài hành tinh có thẻ tên (Andy)--nếu nó quá xa vời và không được chứng minh, Beckjord sẽ mua lại thứ này. Và tất cả đều được trưng bày tại 'bảo tàng' ngay trước cửa hàng của ông ấy".

### Quái vật hồ Loch Ness
Đối với Beckjord, quái vật hồ Loch Ness (Nessie) là một vật nuôi của người ngoài hành tinh không gian bị bỏ lại trên Trái Đất dưới dạng năng lượng có thể tương tác với con người. Ông mô tả Nessie là một sinh vật có khuôn mặt giống mèo, dài 15–30 feet, dày 7–10 feet với cơ thể "trông giống như một cây thánh giá giữa Sao chổi Halley và máy bay phản lực Concorde". Ông cho biết mình có quay video ba cuốn được đặt tên là Faith, Hope và Charity trong chuyến thăm Drumnadrochit, Scotland vào năm 1983. Beckjord thừa nhận rằng những hình ảnh này có thể không phải là Nessie "chính xác hoàn toàn", nhưng khẳng định rằng "90 phần trăm những người đã xem phim tin rằng những hình ảnh này sống động như thực".

### Ếch Loveland
Beckjord suy đoán rằng Ếch Loveland có thể là loài khủng long hai chân dài 10 ft đã tuyệt chủng mang tên Coelophysis.

### Ri hay nàng tiên cá
Để đáp lại một bài báo của Roy Wagner,  được đăng trên tạp chí Động vật học thần bí hàng năm của ISC (và sau đó được tái bản trên Tạp chí Fate số ra tháng 8 năm 1983), Beckjord đã đặt chân đến Papua New Guinea hòng tìm kiếm Ri, hay nàng tiên cá. Bài báo của Wagner mô tả những lời kể của những người chứng kiến và đôi khi nhìn thấy hàng ngày "một loài động vật có vú thở bằng không khí, có thân, cơ quan sinh dục, cánh tay và đầu của con người, và một thân dưới không chân kết thúc bằng một cặp vây bên hoặc chân chèo". Sau khi tự mình điều tra và xác định rằng người dân địa phương đang giết, mổ thịt và ăn thịt cá nược—chứ không phải nàng tiên cá--, Beckjord kết luận rằng không có con vật lạ nào được nhìn thấy trong khu vực đó.

## Nghiên cứu UFO
Beckjord tin tưởng vào các chuyến thăm của người ngoài hành tinh vào Trái Đất, vòng tròn đồng ruộng và lực lượng sáng tạo đã điêu khắc đá, dung nham và cát trên Sao Hỏa trông giống với những nhân vật trên Trái Đất như Ted Kennedy, Tammy Faye Bakker và những người khác. Ông đã cố gắng bán những bức ảnh Kennedy trên Sao Hỏa mà Beckjord vừa phát hiện ra trong quá trình phân tích các bức ảnh vệ tinh của NASA về hành tinh này, nhằm gây quỹ cho việc điều tra vòng tròn đồng ruộng ở nước Anh.
Beckjord từng chụp được những bức ảnh mà ông mô tả là ba UFO "đốm sáng" và chứng kiến hai trường hợp ánh sáng khó giải thích rõ lần lượt trên đèo Malibu và Sepulveda. Beckjord tin rằng chính phủ che đậy sự tồn tại của UFO và trí thông minh ngoài Trái Đất và ủng hộ việc cung cấp thông tin đó cho công chúng biết tới. Ông có đưa ra nhận định "Rất nhiều điều kỳ lạ nằm ngay mũi chúng ta. Chúng ta có thể thuộc về người ngoài hành tinh. Chúng ta có thể là động vật thí nghiệm. Nhưng tôi không thể chứng minh điều đó".
Tuy vấp phải những lời chỉ trích từ phe hoài nghi thế nhưng Beckjord vẫn bảo lưu quan điểm rằng "Với những kẻ hoài nghi, chúng ta sẽ không bao giờ chiến thắng. Có nhiều người đã nhìn thấy UFO hơn là bỏ phiếu cho Tổng thống Clinton".

## Cái chết
Sau một thời gian chiến đấu với căn bệnh ung thư tuyến tiền liệt, Beckjord qua đời ở tuổi 69 vào ngày 22 tháng 6 năm 2008, gần nhà riêng ở Lafayette, California chính là nơi mà ông từng trông nom Thánh giá Lafayette, một tượng đài dành cho những thương binh trong chiến tranh Iraq trước khi qua đời.

## Thành viên
- Hội Động vật học Thần bí[14]
- Mensa[27]
- Hội Động vật học Thần bí Quốc gia[21][22]
- Dự án Bigfoot[21][22]

## Giải thưởng
- 'Giải thưởng Thành tựu Đáng nể' năm 1991 của Tạp chí Esquire dành cho "việc phát hiện ra sự hình thành núi lửa trên sao Hỏa giống với Thượng nghị sĩ Edward Kennedy".[27][28]